# Ossa (gmina)
Ossa (od 1973 Odrzywół) – dawna gmina wiejska istniejąca do 1954 roku w woj. kieleckim, łódzkim i ponownie kieleckim. Nazwa gminy pochodzi od wsi Ossa, lecz siedzibą władz gminy był Odrzywół. 
Za Królestwa Polskiego gmina Ossa należała do powiatu opoczyńskiego w guberni radomskiej. 13 stycznia 1870 do gminy przyłączono pozbawiony praw miejskich Odrzywół, a także wsie Wysokin i Kamienna Wola ze znoszonej gminy Sulgostów.
W okresie międzywojennym gmina Ossa należała do powiatu opoczyńskiego w woj. kieleckim. 1 kwietnia 1939 roku gminę wraz z całym powiatem opoczyńskim przeniesiono do woj. łódzkiego. Po wojnie gmina przez krótki czas zachowała przynależność administracyjną, lecz już 6 lipca 1950 roku została wraz z całym powiatem przyłączona z powrotem do woj. kieleckiego.
W 1928 roku pisarz gminny Ludwik Janiszewski został odznaczony Brązowym Krzyżem Zasługi za „zasługi na polu samorządowym”.
Według stanu z dnia 1 lipca 1952 roku gmina składała się z 18 gromad: Badulki, Brudzewice, Brudzewice kol., Ceteń, Dąbrowa, Gapinin, Gapinin kol., Kamienna Wola, Łęgonice, Myślakowice, Myślakowice kol., Odrzywół, Ossa, Ossa kol., Różanna, Stanisławów, Wólka Kuligowska i Wysokin.
Jednostka została zniesiona 29 września 1954 roku wraz z reformą wprowadzającą gromady w miejsce gmin. Po reaktywowaniu gmin z dniem 1 stycznia 1973 roku gminy Ossa nie przywrócono, utworzono natomiast jej terytorialny odpowiednik, gminę Odrzywół w tymże powiecie i województwie (obecnie w powiecie przysuskim w woj. mazowieckim).